# Saint-Vran
Saint-Vran is een gemeente in het Franse departement Côtes-d'Armor (regio Bretagne) en telt 690 inwoners (2004). De plaats maakt deel uit van het arrondissement Dinan.

## Geografie
De oppervlakte van Saint-Vran bedraagt 28,0 km², de bevolkingsdichtheid is 24,6 inwoners per km².
De onderstaande kaart toont de ligging van Saint-Vran met de belangrijkste infrastructuur en aangrenzende gemeenten.

## Demografie
Onderstaande figuur toont het verloop van het inwonertal (bron: INSEE-tellingen).